# Lepidodactylus
Lepidodactylus, del griego clasico λεπίς (lepís), "escama", y δάκτυλος (dáktulos), "dedo", es un género de gecos de la familia Gekkonidae. Se encuentra en la región Indo-Pacífico (Filipinas, Islas de Australia). Son gecos nocturnos pequeños, más bien delgados.

## Especies
Se reconocen las siguientes 33 especies según The Reptile Database:
- Lepidodactylus aureolineatus Taylor, 1915
- Lepidodactylus balioburius Ota & Crombie, 1989
- Lepidodactylus browni Pernetta & Black, 1983
- Lepidodactylus buleli Ineich, 2008
- Lepidodactylus christiani Taylor, 1917
- Lepidodactylus euaensis Gibbons & Brown, 1988
- Lepidodactylus flaviocularis Brown, McCoy & Rodda, 1992
- Lepidodactylus gardineri Boulenger, 1897
- Lepidodactylus guppyi Boulenger, 1884
- Lepidodactylus herrei Taylor, 1923
- Lepidodactylus intermedius Darevsky, 1964
- Lepidodactylus labialis (Peters, 1867)
- Lepidodactylus listeri (Boulenger, 1889)
- Lepidodactylus lombocensis Mertens, 1929
- Lepidodactylus lugubris (Duméril & Bibron, 1836)
- Lepidodactylus magnus Brown & Parker, 1977
- Lepidodactylus manni Schmidt, 1923
- Lepidodactylus moestus (Peters, 1867)
- Lepidodactylus mutahi Brown & Parker, 1977
- Lepidodactylus novaeguineae Brown & Parker, 1977
- Lepidodactylus oligoporus Buden, 2007
- Lepidodactylus oortii (Kopstein, 1926)
- Lepidodactylus orientalis Brown & Parker, 1977
- Lepidodactylus paurolepis Ota, Fisher & Ineich, 1995
- Lepidodactylus planicaudus Stejneger, 1905
- Lepidodactylus pulcher Boulenger, 1885
- Lepidodactylus pumilus (Boulenger, 1885)
- Lepidodactylus ranauensis Ota & Hikida, 1988
- Lepidodactylus shebae (Brown & Tanner, 1949)
- Lepidodactylus tepukapili Zug, Watling, Alefaio, Alefaio & Ludescher, 2003
- Lepidodactylus vanuatuensis Ota, Fisher, Ineich, Case, Radtkey & Zug, 1998
- Lepidodactylus woodfordi Boulenger, 1887
- Lepidodactylus yami Ota, 1987